# 艾伯尔山
47°43′39″N 11°59′30″E / 47.72762°N 11.99163°E

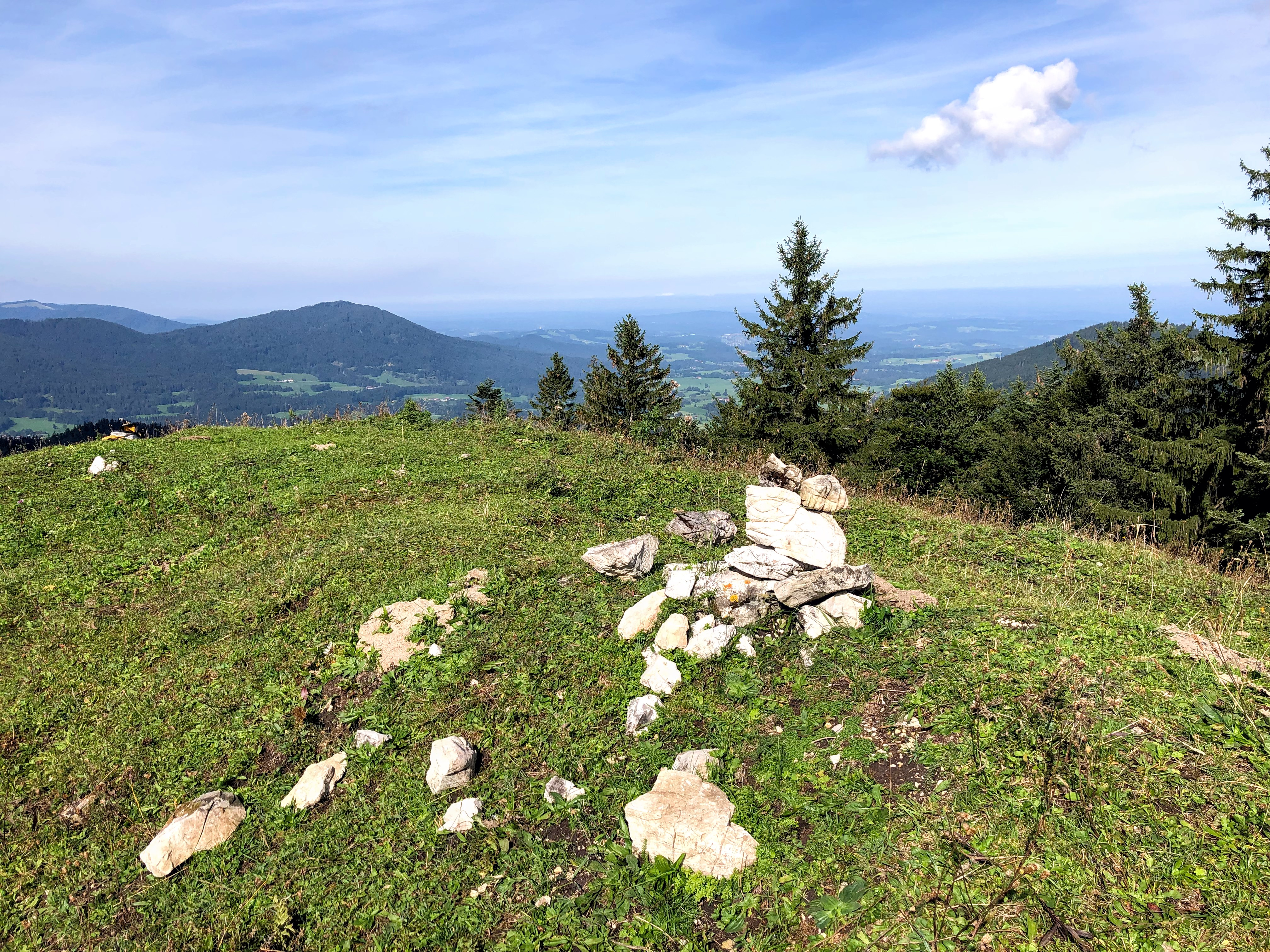

艾伯尔山（德語：Eibelkopf）是德國巴伐利亞州的山峰，位於該國東南部，屬於芒法爾山脈的一部分，海拔高度1,317米，每年平均降雨量1,847毫米。